# 鲁斯兰·胡奇巴罗夫
鲁斯兰·塔吉洛维奇·胡奇巴罗夫（1972年11月12日—2004年9月3日），印古什恐怖分子，人称“上校”，在2004年别斯兰学校人质危机中起领导作用并被击毙。 

## 生平
胡奇巴罗夫生于车臣-印古什苏维埃社会主义自治共和国（今印古什共和国加拉什卡村）。胡奇巴罗夫的俄罗斯女友和他们的儿子住在奥廖尔州。后来，他被控谋杀两名亚美尼亚侨民，并于1998年被通缉。胡奇巴罗夫搬到车臣，在战地指挥官伊拉布拉吉莫夫的队伍接受战斗训练，随巴拉耶夫参加了几场战斗。最终，他投奔沙米尔·巴萨耶夫，并成为他的亲信之一。2000年5月11日，胡奇巴罗夫和Amriev负责在印古什加拉什基伏击俄罗斯联邦内务部队车队，导致18名官兵死亡，3人受伤。2003年9月15日，联邦安全局印古什分局大楼遭到炸弹袭击，3人死亡，32人重伤。胡奇巴罗夫参与了自杀袭击者的培训。